# 3735 Třeboň
A 3735 Třeboň (ideiglenes jelöléssel 1983 XS) a Naprendszer kisbolygóövében található aszteroida. Zdenka Vávrová fedezte fel 1983. december 4-én.